# Elana Meyers Taylor
Elana Alessandra Meyers Taylor, född 10 oktober 1984 i Oceanside, Kalifornien, är en amerikansk bobåkare.

## Karriär
Meyers Taylor tog OS-brons i damernas tvåmanna i samband med de olympiska bobtävlingarna 2010 i Vancouver.
Vid VM 2025 i Lake Placid tog Meyers Taylor brons i monobob.